# Когда ты закончишь спасать мир
«Когда ты закончишь спасать мир» (англ. When You Finish Saving the World) — американский художественный фильм, режиссёрский дебют Джесси Айзенберга. Главные роли в нём сыграли Джулианна Мур и Финн Вулфхард. Премьера состоялась 20 января 2022 года на кинофестивале «Санденс», 20 января 2023 года картина вышла в прокат.

## Сюжет
Главная героиня фильма — женщина по имени Эвелин, которая руководит приютом для помощи жертвам домашнего насилия, но при этом не может найти общий язык с собственным 17-летним сыном Зигги. Она проводит всё больше времени с мальчиком из приюта по имени Кайл, а Зигги пытается сблизиться со своей одноклассницей Лилу, обладательницей радикальных политических взглядов. Чтобы впечатлить девушку, Зигги пишет песню на её стихи, критикующие колониализм. Эта песня становится хитом в Интернете, но Лилу недовольна тем, что Зигги на этом зарабатывает. Эвелин, готовая помочь Кайлу с поступлением в колледж, узнаёт, что он хочет работать в семейной автомастерской.
В финале Эвелин и Зигги ждут очередной встречи, готовые по-новому взглянуть на свои отношения.

## В ролях
- Джулианна Мур — Эвелин Кац
- Финн Вулфхард — Зигги Кац
- Алиша Бо — Лилу
- Джей О. Сандерс — Роджер Кац
- Билли Брайк — Кайл

## Создание и оценки
Проект был анонсирован в апреле 2020 года. Главные роли, матери и сына, изначально предназначались Джулианне Мур и Финну Вулфхарду. Съёмки прошли в Альбукерке (Нью-Мексико) в феврале — марте 2021 года. Премьера картины состоялась 20 января 2022 года на кинофестивале «Санденс». В мае 2022 года картину показали на Каннском кинофестивале, 20 января 2023 года она вышла в прокат.
Многие критики сочли фильм «поверхностным и слишком осторожным». Обозреватель «Фильм.ру» Владимир Бурдыгин отметил, что основная тема здесь вполне тривиальна, но «нестандартная постановка проблемы и доскональное знание контекста… придает ленте невероятный объем». По его словам, здесь «лучшие традиции непритязательной режиссуры американского инди соединяются с крепкой оригинальной историей, где все персонажи любимы, а место действия изучено от и до». Геннадий Устиян (журнал «Москвич») уверен, что «фильм стоит посмотреть всем фейсбук-активистам, которые думают, что помогают нуждающимся шером, и пиарят себя как „людей, меняющих мир к лучшему“».